# 38 Bootis
38 Bootis, som är stjärnans Flamsteed-beteckning, eller h Bootis, med egennamnet Merga, är en ensam stjärna i den norra delen av stjärnbilden Björnvaktaren. Den har en skenbar magnitud på ca 5,76 och är svagt synlig för blotta ögat där ljusföroreningar ej förekommer. Baserat på parallaxmätning inom Hipparcosuppdraget på ca 20,7 mas, beräknas den befinna sig på ett avstånd på ca 157 ljusår (ca 48 parsek) från solen. Den rör sig närmare solen med en heliocentrisk radiell hastighet på −4,5 km/s.

## Nomenklatur
Stjärnan har det traditionella namnet Merga, ibland stavat Marrha eller i sin helhet El Mara el Musalsela, som kommer från det arabiska المرأة المسلسلة al-mar'ah al-musalsalah "den kedjade kvinnan". Ett annat tillfälligt namn var Falx Italica, från det latinska falx ītalica "billkrok". År 2016 organiserade International Astronomical Union en arbetsgrupp för stjärnnamn (WGSN) med uppgift att katalogisera och standardisera egennamn på stjärnor. WGSN fastställde namnet Merga för 38 Aquarii den 12 september 2016 vilket nu ingår i listan över IAU-godkända stjärnnamn.

## Egenskaper
38 Bootis är en gul till vit underjättestjärna   av spektralklass F6 IVs, som anger att den har förbrukat förrådet av väte i dess kärna och utvecklas bort från huvudserien. Den har en massa som är ca 1,6 gånger solens massa, en radie som är ca 2,5 gånger större än solens och utsänder ca 9,5 gånger mera energi än solen från dess fotosfär vid en effektiv temperatur på ca 6 600 K.